# Айно
Айно (фин. Aino) — персонаж карело-финского национального эпоса «Калевала»: красавица-сестра Йоукахайнена.
Имя Айно, означающее «единственная», было придумано Элиасом Лённротом, который собрал «Калевалу». В народных стихотворениях этот персонаж обозначался «единственная дочь» или «единственная сестра» (фин. aino tyttönen, aino sisko)

## Роль в сюжете «Калевалы»
Йоукахайнен, проигравший певческий конкурс знаменитому Вяйнямёйнену, пообещал «руки и ноги» Айно на свадьбе, если певец спасет его от утопления в болоте, в которое тот был сброшен. Мать Айно была довольна возможностью выдать свою дочь замуж за такого известного и знатного человека, но Айно не хотела выходить замуж за старика. Вместо того, чтобы подчиниться этой судьбе, Айно утопилась (или превратилась в никсу). Через некоторое время она вернулась, обернувшись окунем, чтобы позлорадствовать над скорбящим Вяйнямёйненом.

## Художественные аллюзии
Из живописных изображений Айно наиболее известен триптих «Легенда об Айно», написанный Акселем Галлен-Каллела в 1891 году. Моделью послужила его собственная жена. Триптих изображает историю Айно на трех панелях:
- левая — о первой встрече Вяйнямейнена и Айно в лесу;
- справа изображена скорбная Айно, плачущая на берегу и слушающая зов служительниц Велламо, пляшущих в воде;
- на центральной панели изображен рыбак Вяйнямейнен, выбросивший маленькую рыбку, которой оказывается Айно, которая смеется над ним и навсегда растворяется в воде.

Также известна мраморная скульптура Йоханнеса Таканена «Айно», где та смотрит в море.
Финская метал-группа Amorphis написала об Айно три песни: «Drowned Maid» из альбома Tales from the Thousand Lakes (1994), а также «Mermaid» и «On a Stranded Shore» из альбома The Beginning of Times (2011).
Фонтан Айно, созданный Викстрёмом Эмилем, размещен в одном из парков Лахти.

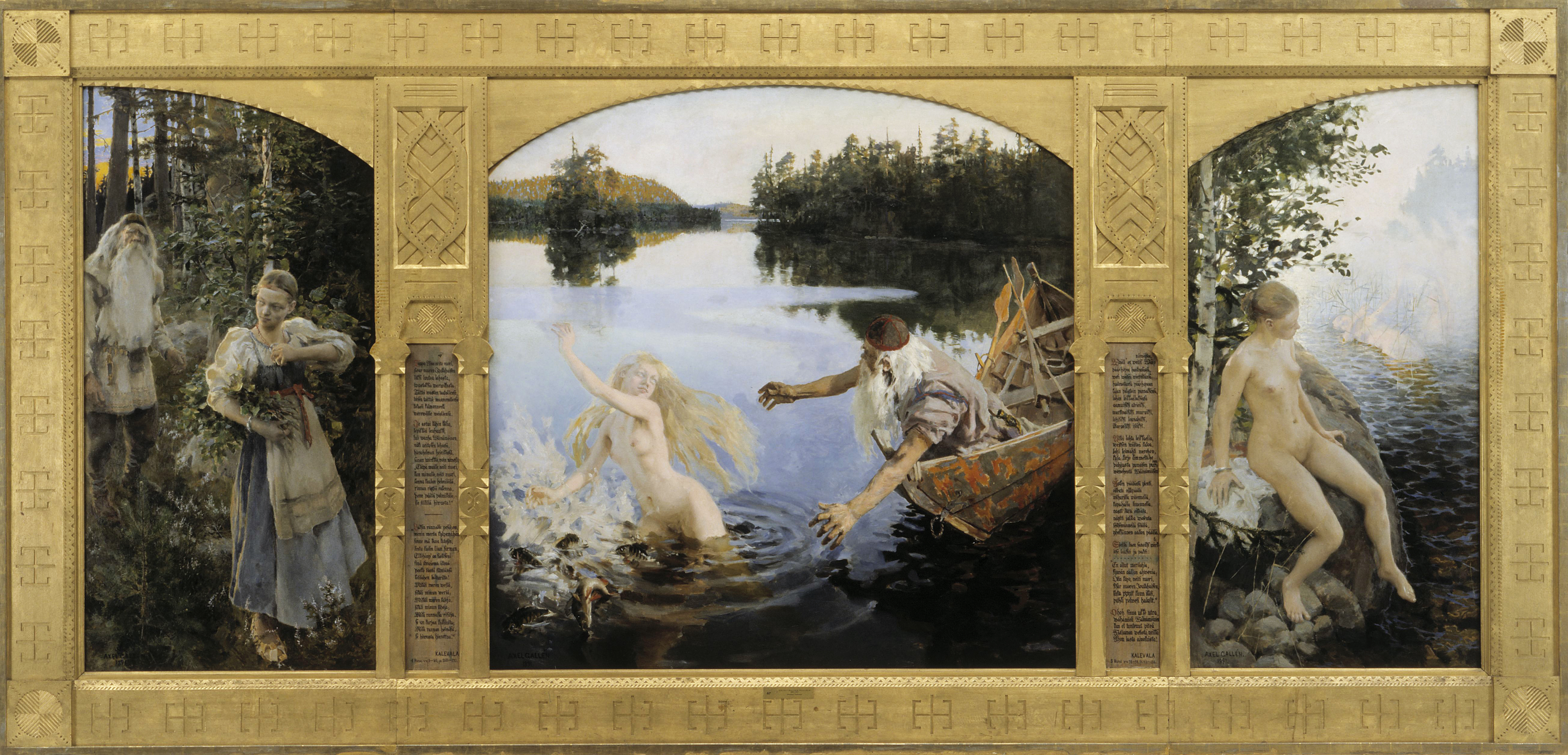
Триптих Галенна Каллела
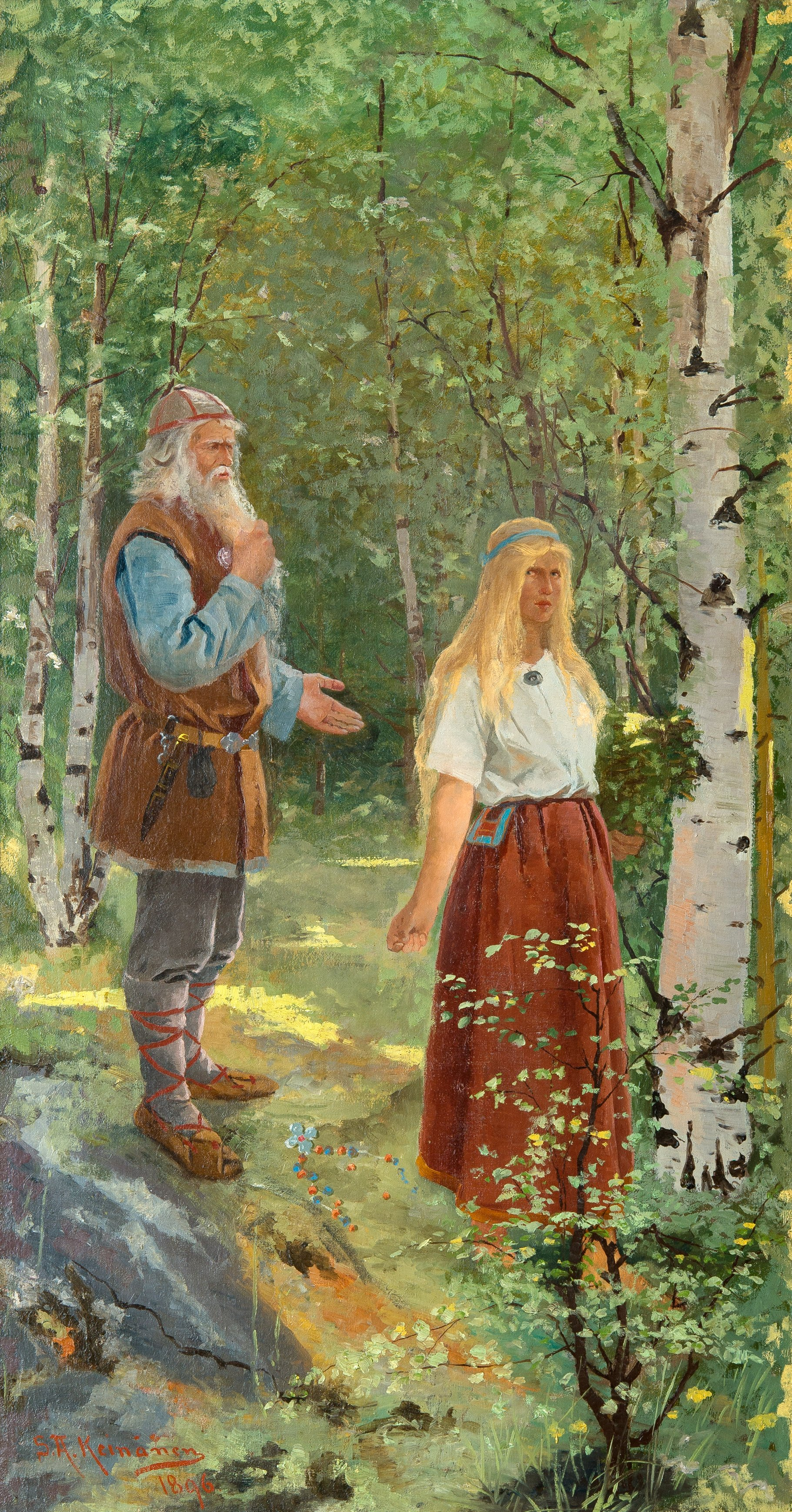
«Вяйнямёйнен и Айно» (З. Кейнянен)
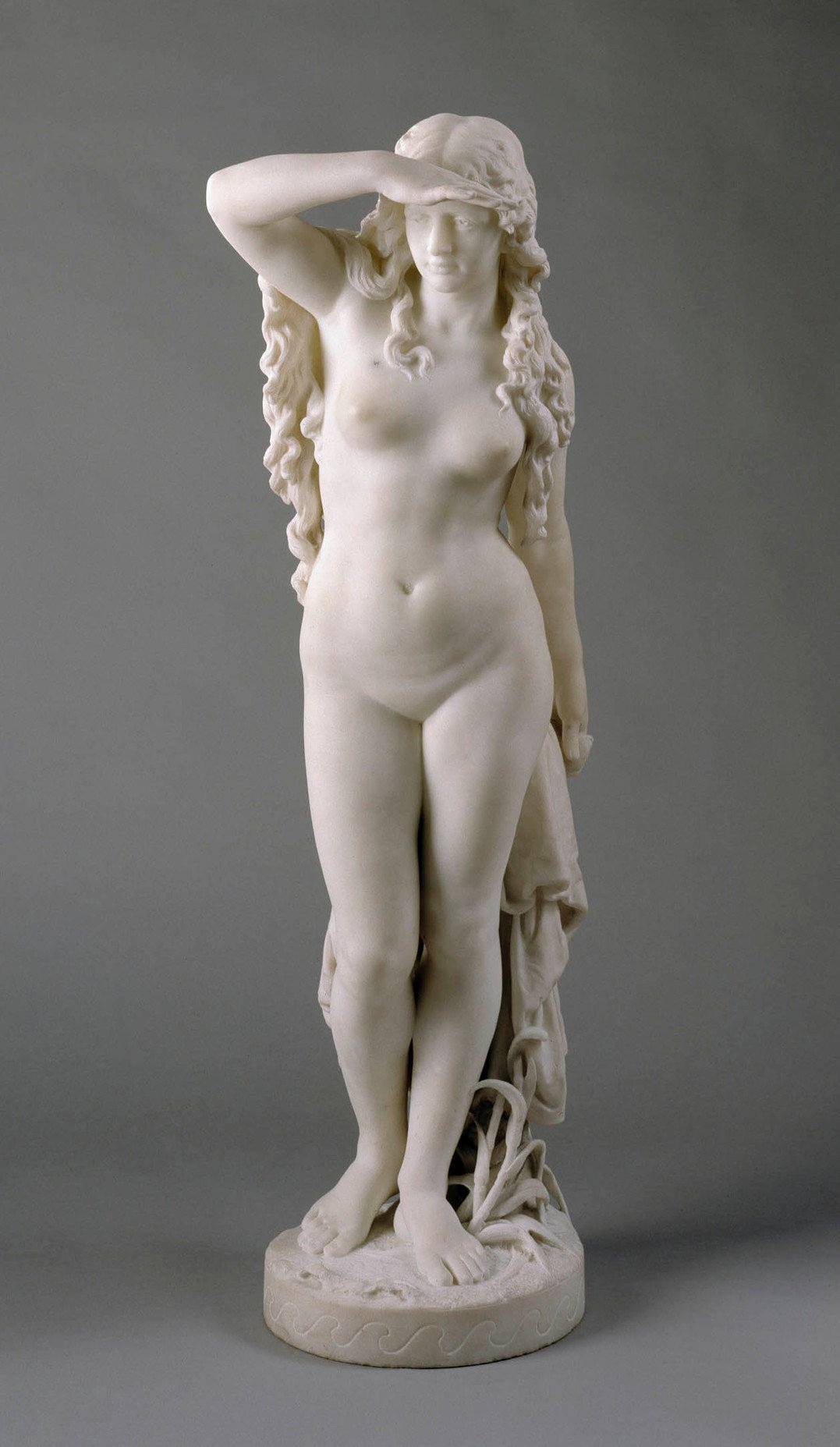
«Айно, смотрящяя в море» (Й. Таканен)
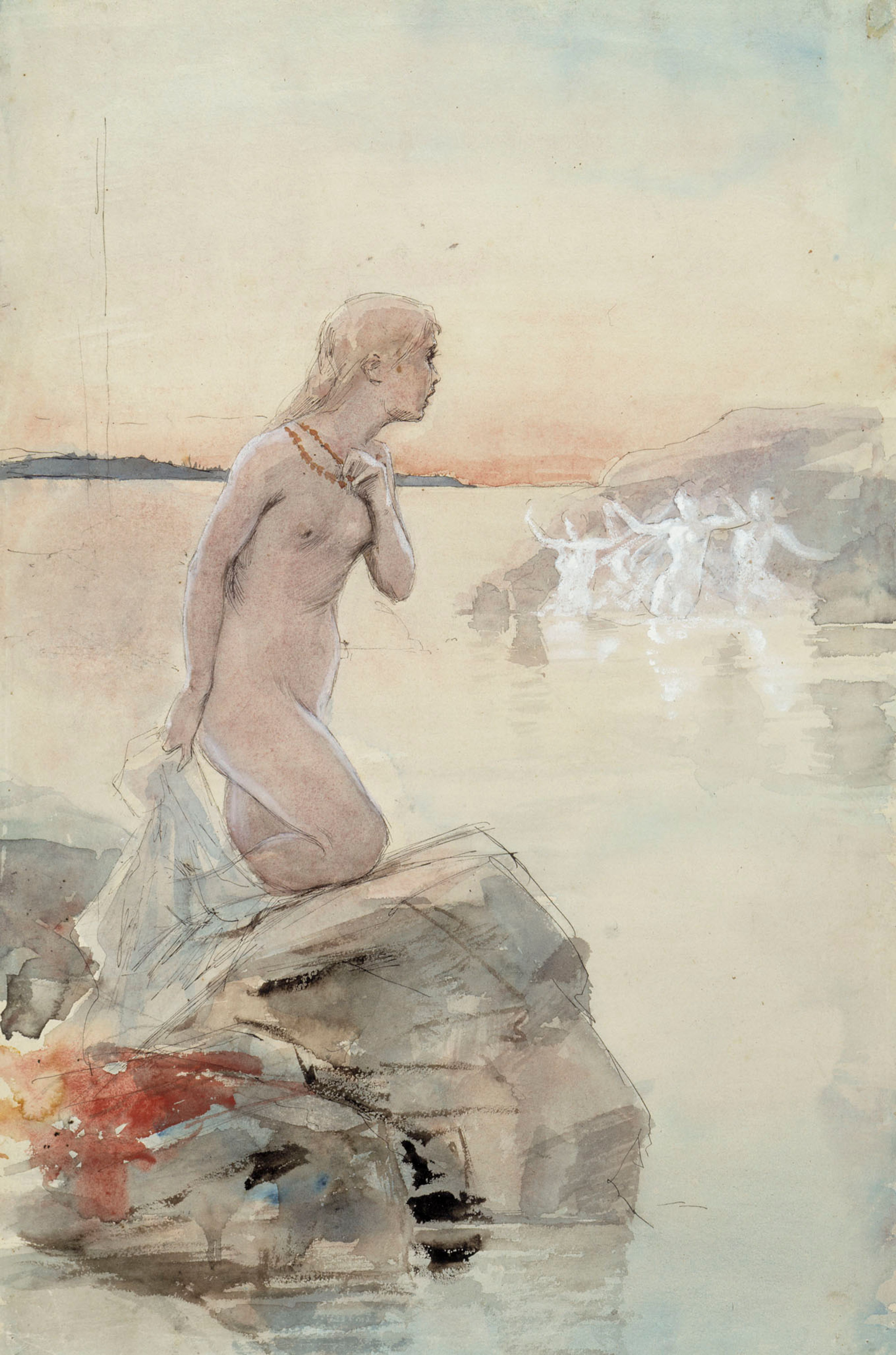
«Айно» (А. Эдельфельт)
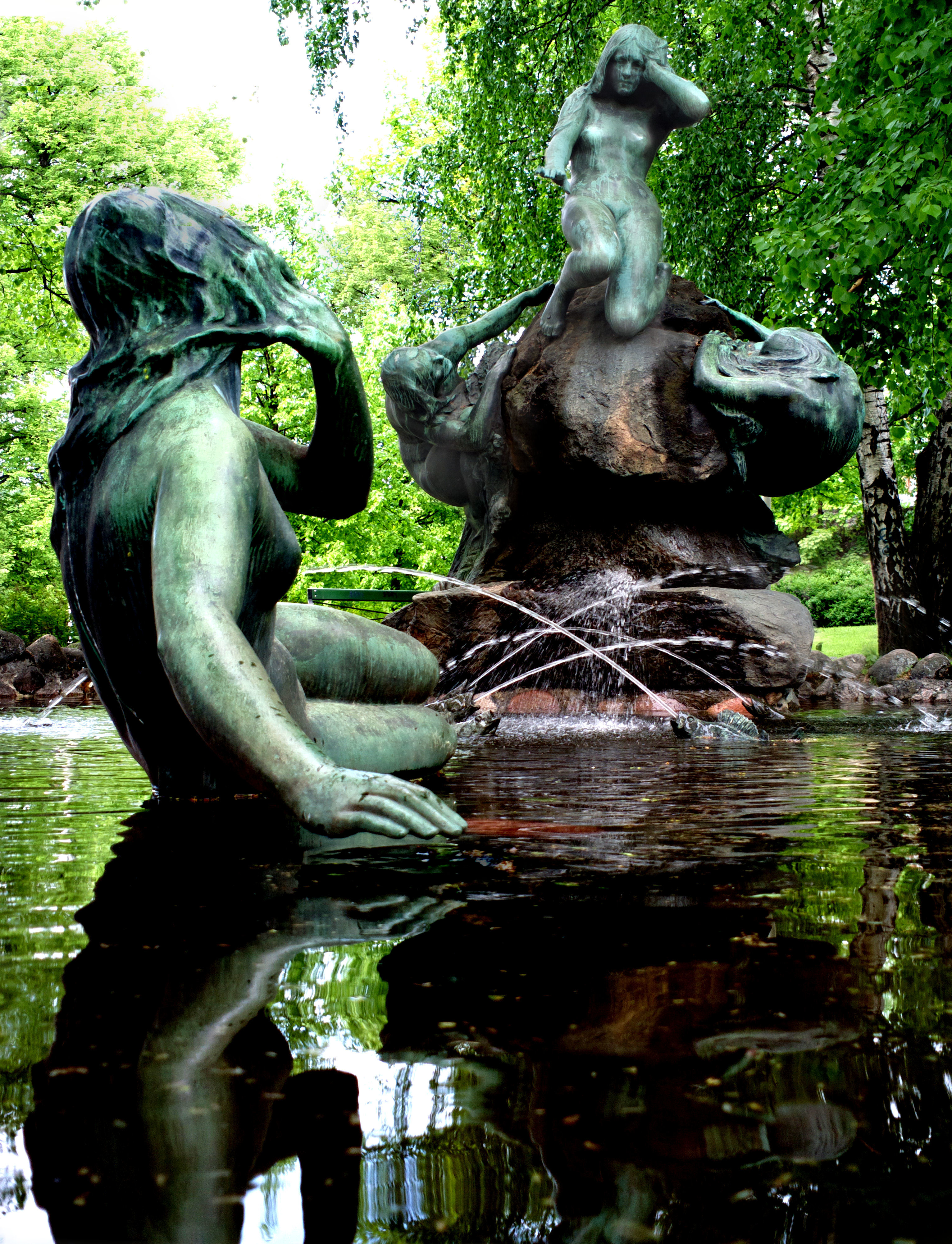
Фонтан Айно в Лахти

## Женское имя
Во времена национального романтизма усилиями фенноманов имя Айно было внедрено и утверждено как крестильное. К первому поколению носителей имени принадлежали Айно Ярнефельт (жена композитора Сибелиуса, 1871 г.р.) и Айно Крон (позднее Айно Каллас, 1878 г.р.).
По данным Центра регистрации населения Финляндии, более 60 000 женщин получили это имя. Оно обрело известность в начале XX века, а в 1920-е стало самым распространённым женским именем в Финляндии. В 2006 и 2007 годах имя «Айно» вновь первенствовало в рейтинге самых популярных имён, которые давали родившимся в Финляндии девочкам.